# تيروهيكو ناكامورا
تيروهيكو ناكامورا (باليابانية: 中村輝彦)(1923- 7 فبراير 2007) هو دوبلوماسي ياباني، وسفير اليابان السابق في المملكة العربية السعودية في الفترة (1979-1982م).